# 奄美大島開運酒造
奄美大島開運酒造（あまみおおしまかいうんしゅぞう）は、鹿児島県大島郡宇検村に本社を置く酒類醸造会社である。奄美観光ホテルグループの１社である。代表銘柄は「れんと」である。

## 概要・事業所
- 社名：株式会社奄美大島開運酒造
- 創業：1954年（昭和29年）「戸田酒造所」として創業。
（1962年:合資会社として法人化。1996年:奄美大島開運酒造に社名変更。1998年:株式会社化。）
- 黒糖焼酎製造場：鹿児島県大島郡宇検村湯湾2924-2
- 健康飲料工房：鹿児島県大島郡宇検村湯湾2920-3
- 営業本部：鹿児島県奄美市名瀬矢之脇町10-12
- 鹿児島支店：鹿児島県鹿児島市錦江町22-6

## 沿革
- 1954年（昭和29年） - 戸田酒造所創業
- 1962年（昭和37年） - 合資会社戸田酒造所設立
- 1996年（平成 8年） - 戸田酒造が奄美観光ホテルへ営業譲渡、合資会社奄美大島開運酒造へ社名変更
- 1997年（平成 9年） - 製造工場新築移転（名瀬市から宇検村へ）
- 1998年（平成10年） - 合資会社奄美大島開運酒造 解散
- 1998年（平成10年） - 株式会社奄美大島開運酒造設立
- 2001年（平成13年） - 健康飲料工房新築操業・黒糖もろみ酢工場操業
- 2002年（平成14年） - 黒糖醸造酢工場・リキュール工場新築操業
- 2002年（平成14年） - 黒糖焼酎蒸留残液処理施設 新設
- 2003年（平成15年） - 黒糖もろみ酢に関する特許・黒糖醸造酢に関する特許取得
- 2005年（平成18年） - 宇検工場 新事務所・イベント館の増設
- 2010年（平成22年） - ＩＳＯ９００１（2008年版）認証取得
- 2014年（平成26年） - 営業本部、本社ビルへ移転
- 2021年（平成26年） - 渡酒造を吸収合併、同社の蔵を「あまみ伝承蔵」として承継

## 銘柄
- れんと（音響熟成酒/黒糖焼酎）
- 紅さんご（長期貯蔵40°/黒糖焼酎）
- ＦＡＵ（黒糖焼酎初留取り）
- あまみ六調（黒糖焼酎） - 渡酒造より承継

その他の製品
- 純美酢（奄美もろみ酢）
- フリーズドライ鶏飯